# قائمة أبعد الأجرام الفلكية

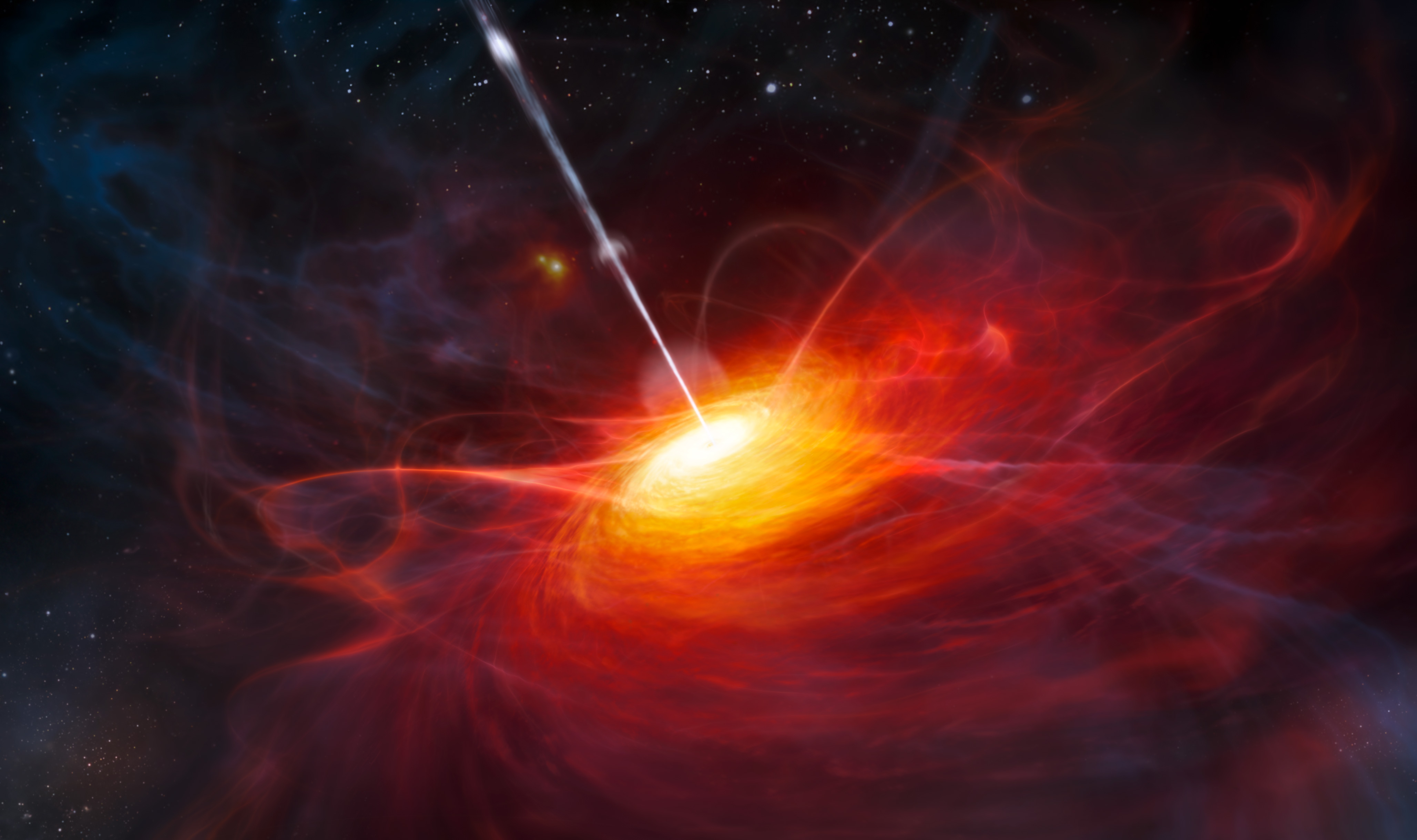
صورة تخيلية للنجم الزائف ULAS J1120+0641 في قلبه ثقب أسود يمده بالطاقة. تقدر كتلة الثقب الأسود بنحو 2 مليار كتلة شمسية. عن : ايسو/M. Kornmesser

تجدول قائمة أبعد الأجرام الفلكية أجرامًا سماويةً كبيرةً يصلنا ضوؤها بعد أن قطع نحو 13 مليار سنة في الطريق، وباعتبار أن عمر الكون 7و13 مليار سنة ضوئية فتكون تلك المجرة وقت مشاهدتها في شكلها هذا بعد الانفجار العظيم بنحو 700 مليون سنة. ورغم شدة ضيائها إلا أن ما يصلنا منها من ضوء فهو طفيف جدًا ولا يمكن رؤيته إلا بواسطة تلسكوب هابل الفضائي وذلك عن طريق رصده فيما يسمى بـ «الحقل البالغ البعد» Deep field ، وقيامه بالتصوير لمدة ساعات وأيام . وتؤتي القائمة أيضًا وقت اكتشاف تلك الأجرام البالغة البعد عنا، وتصنيفها.

## قائمة أبعد أجرام الكون عنا
اكتشف حتى عام 2012 نحو 50 جرم كوني يبلغ انزياحه الأحمر z=8 أو أكثر، كما تم رصد نحو 100 من أجرام أخرى تبدو مؤهلة ليكون انزياحها الأحمر z=7 (يؤخذ الانزياح الأحمر لطيف جرم سماوي كمؤشر عن المسافة بينه وبيننا) . تختلف درجات وضوح الأجرام اختلافًا كبيرًا ولهذا فقد لا تكون القائمة كاملة تمامًا.
 1 Gly تعادل مليار سنة ضوئية .
| الإســــم | المسافة (z) | المسافة (Gly) | نوع الجرم                                   | ملاحظات                                           |
| --- | ----------- | ------------- | ------------------------------------------- | ------------------------------------------------- |
| مجرة جي إن-زد11 | z=11.09     | 13.39         | مجرة                                        | مجرة مؤكدة                                        |
| مجرة UDFj-39546284 | z≅11.9      | 13.37         | مجرة بدائية                                 | مجرة بدائية.                                      |
| مجرة MACS0647-JD | z≅10.8      | 13.3          | مجرة أو مجرة بدائية                         | محتمل أن تكون أبعد مجرة عنا.                      |
| MACS J1149-JD | z≅9.6       | 13.2          | مجرة أو مجرة بدائية                         | [ 12 ]                                            |
| انفجار أشعة غاما 090429B | z≅9.4       | 13.14         | انفجار أشعة غاما/جرم بدائي/بقايا مستعر أعظم | [ 14 ]                                            |
| UDFy-33436598 | z≅8.6       |               | مجرة أو مجرة بدائية                         | [ 15 ]                                            |
| يو دي إف واي-38135539 | z≅8.55      | 13.08         | مجرة أو مجرة بدائية                         |                                                   |
| GRB 090423 انفجار أشعة غاما 090423 | z≅8.2       | 13.035        | انفجار أشعة غاما/جرم بدائي/بقايا مستعر أعظم | [ 16 ]                                            |
| BoRG-58 | z≅8         |               | عنقود مجرات أو عنقود بدائي                  | محتمل ان يكون عنقود بدائي                         |
| A1689-zD1 | z≅7.6       | 13            | مجرة أو مجرة بدائية                         | مجرة                                              |
| SXDF-NB1006-2 | z≅7.215     | 12.91         | مجرة أو مجرة بدائية                         | مجرة                                              |
| مجرة GN-108036 | z≅7.213     | 12.91         | مجرة أو مجرة بدائية                         | مجرة                                              |
| مجرة BDF-3299 | z≅7.109     | 12.9          | مجرة أو مجرة بدائية                         | مجرة                                              |
| ULAS J1120+0641 | z≅7.085     | 12.9          | نجم زائف                                    | [ 23 ]                                            |
| A1703 zD6 | z≅7.045     | 12.89         | مجرة أو مجرة بدائية                         | [ 20 ]                                            |
| مجرة BDF-521 | z≅7.008     | 12.89         | مجرة أو مجرة بدائية                         | [ 20 ]                                            |
| IOK-1 | z≅6.964     | 12.88         | مجرة أو مجرة بدائية                         | [ 20 ]                                            |
| LAE J095950.99+021219.1 | z≅6.944     |               | مجرة أو مجرة بدائية                         | يشع خط ألفا-لايمان (أشعة فوق بنفسجية)— مجرة خافتة |
| - المسافات المذكورة هي ما قطعه شعاع الضوء حتى وصوله إلينا، وليست المسافة بالمعنى الفيزيائي . أنظر المناقشة مقياس المسافة في الفلك وكون مرصود |             |               |                                             |                                                   |

## أبعد المجرات عنا بواقع 2022

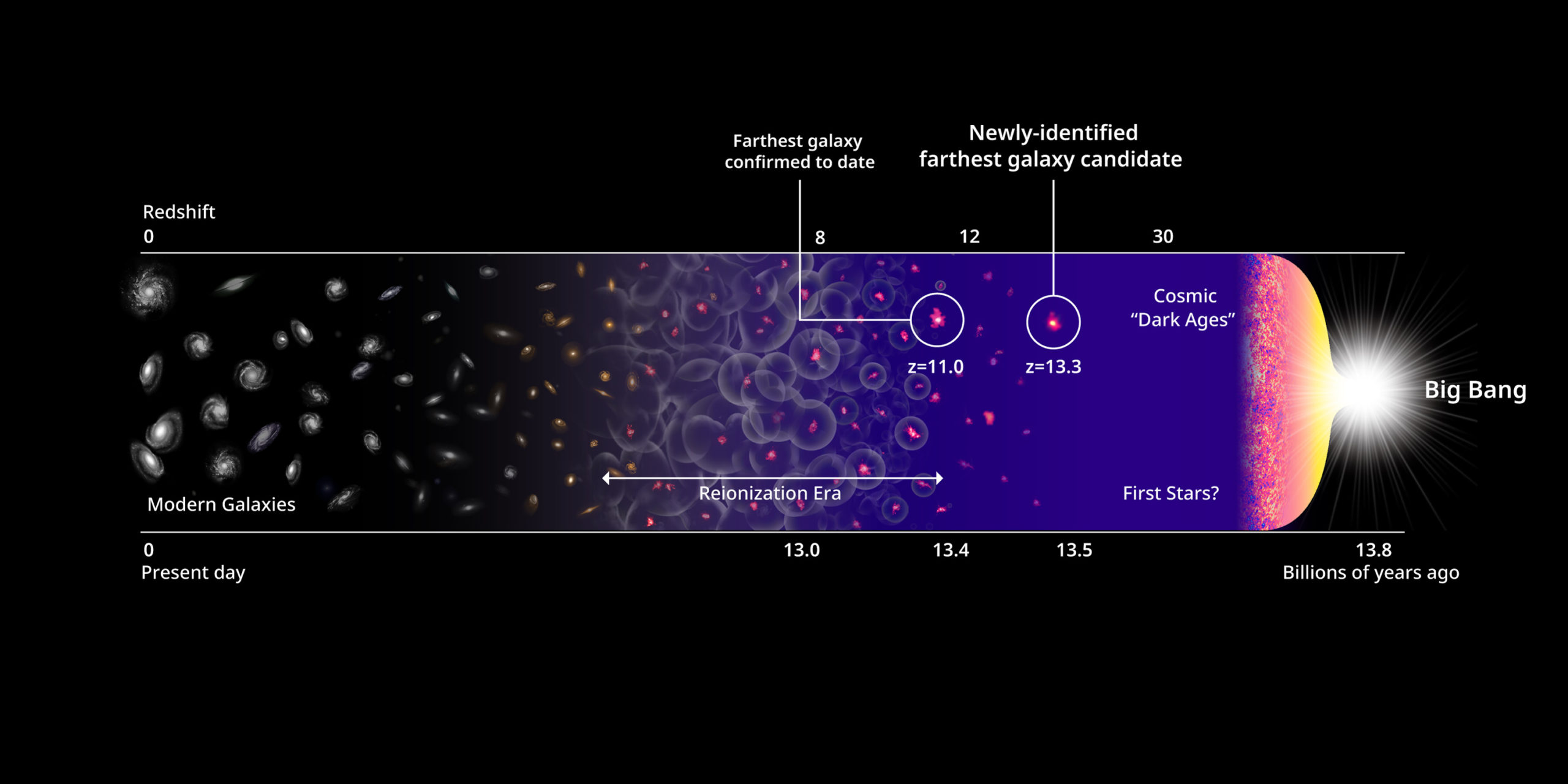
أبعد وبالتالي أقدم المجرات المرشحة وتاريخ الكون (7 أبريل 2022)

- مجرة HD1

```
هي 
مجرة
  
ذات انزياح أحمر مرتفع
 ، وتعتبر ، اعتبارًا من أبريل 2022 ، أقدم وأبعد مجرة معروفة حتى الآن . تم تحديدها في 
الكون المرئي
 ، وتقع بعد حوالي 330 مليون سنة فقط بعد 
الانفجار العظيم
 قبل 13.8 مليار سنة .  مسافة انتقال الضوء إلينا تبلغ 13.5 مليار سنة ضوئية إلى 
الأرض
 ، وبسبب 
تمدد الكون
 ، فإن 
المسافة المناسبة الحالية
 تبلغ 33.4 مليار سنة ضوئية.
```

## اقرأ أيضا
- سيرس-93316
- مجرة HD1
- مجرة جي إن-زد11
- قائمة أقرب النجوم إلينا
- مجرة بدائية
- كيو0957+561 نجم زائف ثنائي
- نجم زائف
- تصادم مايال
- يو دي إف واي-38135539 (مجرة)
- انفجار أشعة غاما 090429B
- السور الكبير
- انزياح أحمر
- إدوين هابل
- قزم سيتوس
- مسح سلووان الرقمي للسماء
- قائمة أسماء النجوم العربية
- قائمة أشد النجوم سطوعا
- قائمة أكبر النجوم
- قائمة انفجارات أشعة غاما
- قائمة النجوم